# Panachaïkī GE
El Panachaïkī Gymnastikī Enōsī (grec: Παναχαϊκή Γυμναστική Ένωση) és un club esportiu grec de la ciutat de Patres.

## Història
L'any 1891 es fundà el Panachaikos Gymnastikos Syllogos. El 1894 va néixer el seu rival Gymnastiki Eteria Patron. L'any 1923 ambdues entitats es fusionaren, naixent el Panachaiki Gymnastiki Enosi. La secció de futbol fou creada el 1899. La seva millor època fou la dècada de 1970, en la qual arribà a participar en la Copa de la UEFA.

## Estadi
L'equip és propietari de l'estadi Kostas Davourlis amb capacitat per a 11.321 espectadors. També juga partits al camp municipal Pampeloponnisiako, amb capacitat per a 23.588.

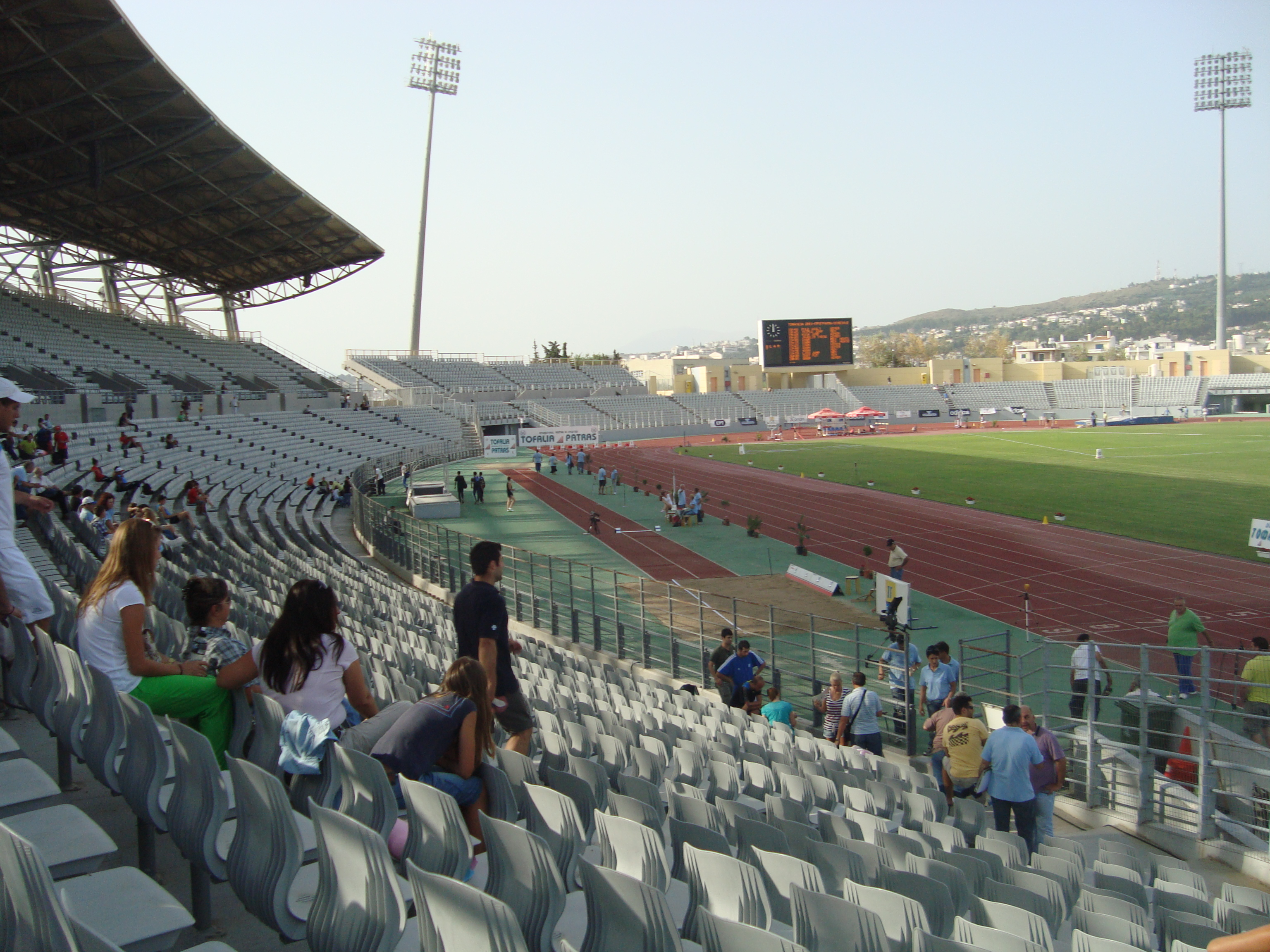
Pampeloponisiako
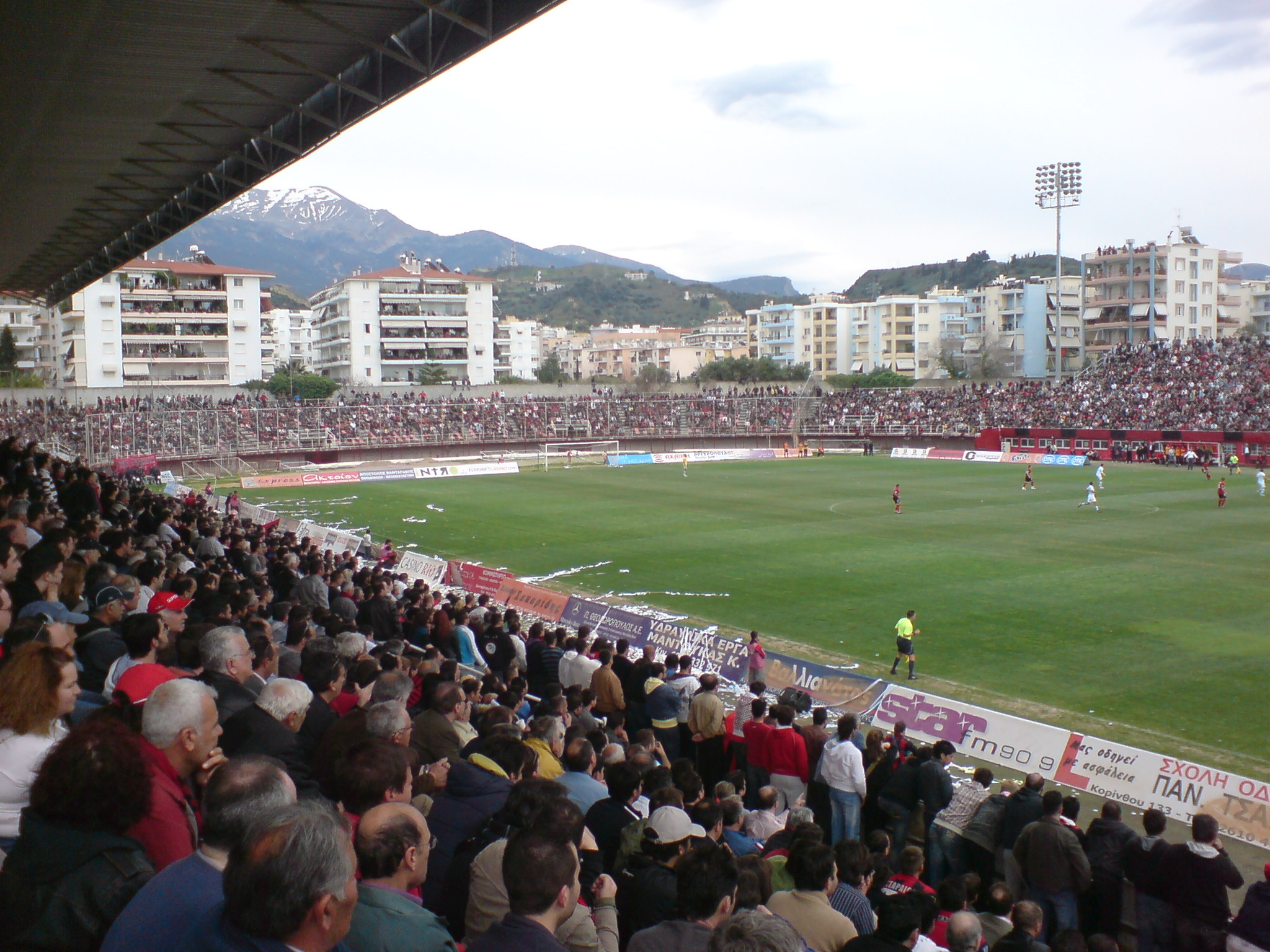
Kostas Davourlis

## Palmarès
- Segona divisió grega:

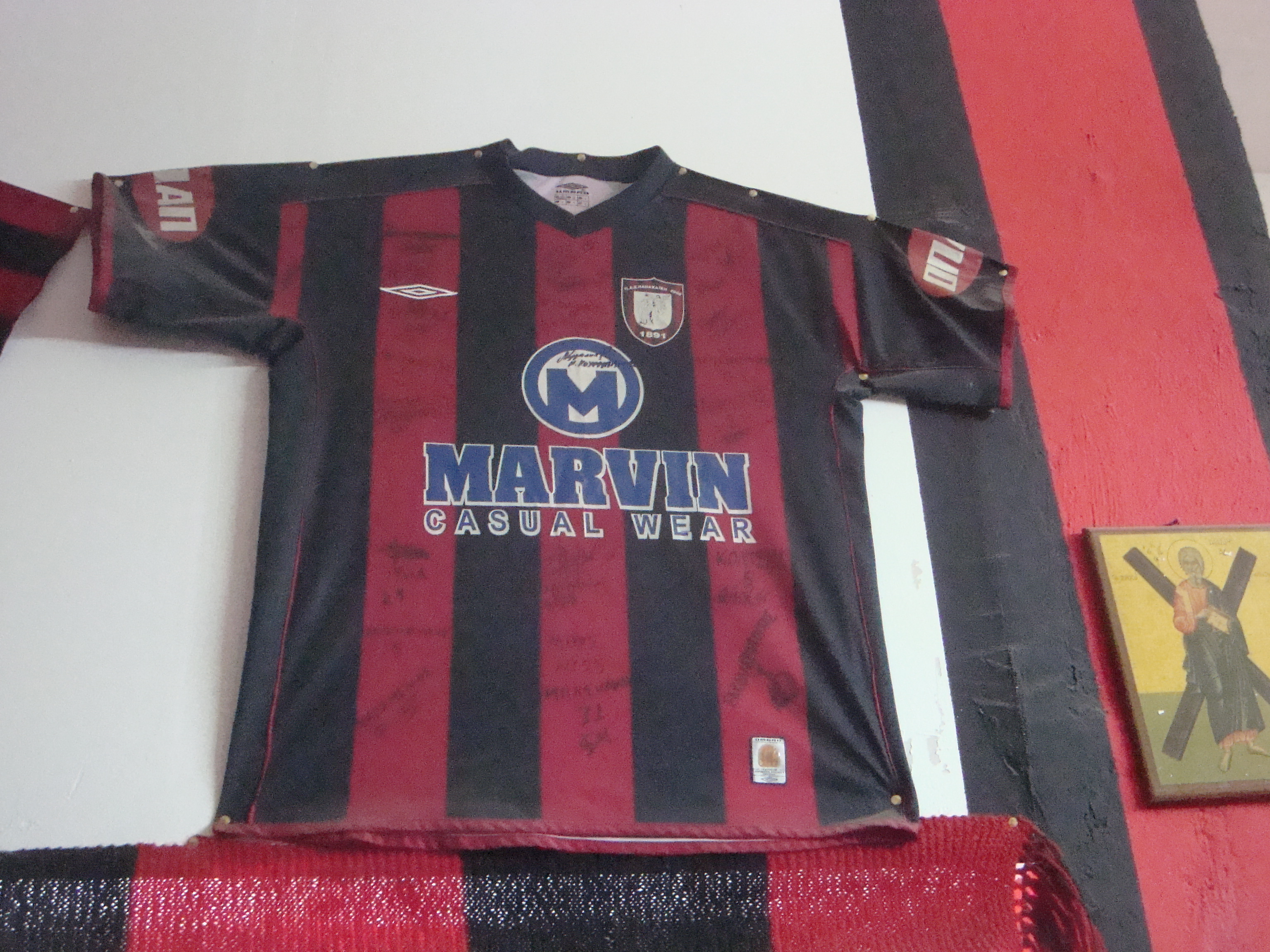
Samarreta de l'equip

  - 1963-64, 1968-69, 1970-71, 1981-82, 1983-84, 1986-87
- Tercera divisió grega:
  - 2010-11, 2016-17